# Caramulo
Caramulo ist ein portugiesischer Luftkurort.
Nach dem 800 Meter hoch gelegenen Ort Caramulo ist das gleichnamige Gebirge, die Serra do Caramulo benannt. Das hügelige und bis zu 1076 Meter hohe Gebiet, das für gesunde Luft bekannt ist, verbindet sich mit einer atemberaubenden Landschaft. Es gibt dort auch wertvolle Quellen. Die Firma Unicer füllt dort das bekannte Mineralwasser „Água do Caramulo“ ab.

## Geschichte und Sehenswürdigkeiten
Der Ort wurde 1921 als Kurort vor allem für Tuberkulose-Kranke neu geplant und war der erste Ort in Portugal außerhalb der Ballungszentren mit Strom, Wasser und Kanalisation. Seit dem Verschwinden der Krankheit ist der Ort vor allem für Erholungssuchende und Freunde von Oldtimer-Automobilen und Kunst ein Ziel. Aus einem seiner einst 19 Sanatorien entstand das mehrfach ausgezeichnete 4-Sterne-Haus Hotel do Caramulo, das zu den zahlreichen Baudenkmälern am Ort gehört. Sehenswert sind außerdem die gepflasterten Römerstraßen, die romanische Kirche, und der Schandpfahl. Die 8 Wanderwege locken jährlich eine Million Besucher an.
Das „Museu do Caramulo“ beherbergt u. a. ein bedeutendes europäisches Oldtimer-Museum (100 Fahrzeuge, vom Benz Baujahr 1886 bis zum Ferrari 456) und eine 500 Exponate umfassende Kunstsammlung mit Werken von Picasso, Dalí, Léger, Chagall und anderen großen Meistern. Inmitten satten Grüns und mit weiten Ausblicken liegt das 1959 eröffnete Museum, das in seinen gut 50 Jahren weit über eine Million Besucher gezählt hat.
Ende des Jahres findet das große Caramulo Motorfestival statt.
1988 wurde Caramulo zur Kleinstadt (Vila) erhoben.

## Verwaltung
Der Ort gehört zur Gemeinde (Freguesia) von Guardão, im Kreis (Concelho) von Tondela, Distrikt Viseu. Caramulo zählt etwa 1.000 Einwohner.